# Agencia Estatal de Información ChechenPress
Agencia Estatal de Información ChechenPress (en inglés State Information Agency Chechenpress), SIA Chechenpress o simplemente Chechenpress, es la agencia oficial de noticias de la República Chechena de Ichkeria, autoproclamada como la voz que representa al pueblo checheno.
En 2008, Chechenpress con sede en Londres, dirigida por Ajmed Zakáyev, nacionalista checheno (partidario de Dzhojar Dudáyev), quien mantiene un portal web rival del portal Islamista Kavkaz Center de Movladi Udúgov. En noviembre de 2007 la editorial de Chechenpress declaró que trabajaba a favor del Parlamento RChI, por entonces el gobierno ruso retomaba el control político de Chechenia. Chechenpress asimismo está enfrentada a Dokú Umárov quien estableció el Emirato del Cáucaso, aboliendo la República Chechena de Ichkeria, y se autoproclamó emir de este territorio el día 31 de octubre de 2007.